# Bronisław Kazimierz Przybylski
Bronisław Kazimierz Przybylski (født 11. december 1941 i Łódź, Polen - død 4. april 2011) var en polsk komponist, rektor og lærer.
Przybylski studerede komposition og teori på Musikkonservatoriet i Łódź., herefter forsatte han sine studier på Musikhøjskolen i Wien hos Boleslaw Szabelski og Roman Haubenstock-Ramati. Han har skrevet 6 symfonier, orkesterværker, kammermusik, koncertmusik, balletmusik, korværker, sange, solostykker for mange instrumenter etc. Han var rektor og underviste som lærer i komposition på Musikkonservatoriet i Łódź.

## Udvalgte værker
- Polsk Symfoni (nr. 1) (1974) - for orkester
- Symfoni Rekviem for stemme og orkester (nr. 2) (1976) - for sopran og orkester
- Kor Symfoni (nr. 3) (1981) - for kor og orkester
- Fresco Symfoni (nr. 4) (1982) - for orkester
- Jubilæums Symfoni (nr. 5) (1983, Rev. 1995) - for orkester
- Kantate Symfoni "Tænker på Fædrelandet" (nr. 6) (2004) - for mezzosopran, bassang, kor og orkester